# Gnorismoneura exulis
Gnorismoneura exulis is een vlinder uit de familie van de bladrollers (Tortricidae). De wetenschappelijke naam van de soort is voor het eerst geldig gepubliceerd in 1932 door Issiki & Stringer.